# Alain Dauphinais
Alain Dauphinais (* im 20. Jahrhundert) ist ein kanadischer Komponist.

## Leben
Dauphinais begann seine musikalische Laufbahn als Gitarrist, Bassist und Cellist in der Tradition der Rock- und Folkmusik der 1970er Jahre. Von 1983 bis 1989 studierte er Komposition bei Michel Longtin. Später erwarb er Abhlüsse in diesem Fach an der Universität Montreal und an der Université du Québec à Montréal. Nach dem Besuch eines Workshops von R. Murray Schafer im Jahr 1987 rückten die Fragen des Klanges im Raum und seiner Bewegung im Raum in den Mittelpunkt seines Interesses und er wurde Gründungsmitglied des Komponistenkollektivs Espaces sonores illimités (mit André Hamel und Alain Lalonde).
Kompositionen Dauphinais' wurden in Toronto, Montreal und in Bulgarien aufgeführt. 2000 war er einer der Komponisten der Symphonie du millénaire. Nach 2000 arbeitete er verstärkt für Fernseh- und Theaterproduktionen u. a. mit René Richard Cyr.

## Werke
- Symphonie du millénaire für 333 Musiker, 2000 Carillonneure, 15 Glocken; Orgel, Glockenspiel und zwei Feuerwehrzüge (Gemeinschaftswerk von Serge Arcuri, Walter Boudreau, Yves Daoust, Alain Dauphinais, André Duchesne, Louis Dufort, Sean Ferguson, Michel Gonneville, André Hamel, Alain Lalonde, Estelle Lemire, Jean Lesage, Luc Marcel, Marie Pelletier, John Rea, Anthony Rozankovic und Gilles Tremblay, Arrangement: Denys Bouliane, Booklet: Vincent Collard), 2000
- Symphonie des éléments für 85 Musiker (Gemeinschaftswerk von Alain Dauphinais, Michel Gonneville, André Hamel, Alain Lalonde), 2001
- Fanfare in situ für 30 Trompeten, 30 Posaunen und/oder Tubas, 40 Saxophone und 8 Große Trommeln, (Gemeinschaftswerk von Alain Dauphinais, André Hamel, Alain Lalonde und Michel A. Smith), 2007
- Spatio lumino für sechs Improvisatoren (Gemeinschaftswerk von Alain Dauphinais, André Hamel, Alain Lalonde, Michel A. Smith), 2007